# Centro cultural mexiquense
Le Centro cultural mexiquense est un centre culturel situé à l'ouest de la ville de Toluca, au centre du Mexique. Le centre est géré par le gouvernement de l'État de Mexico par l'intermédiaire d'une agence appelée Instituto Mexiquense de Cultura (IMC). Le centre culturel est le plus grand et le plus important de cette agence, et reçoit environ 80 000 visiteurs par an. Il abrite le Musée d'anthropologie et d'histoire, le Musée d'art moderne et le Musée des cultures populaires, ainsi qu'une Bibliothèque publique centrale et les Archives historiques de l'État de Mexico, ainsi que des installations pour la recherche.

## Le complexe

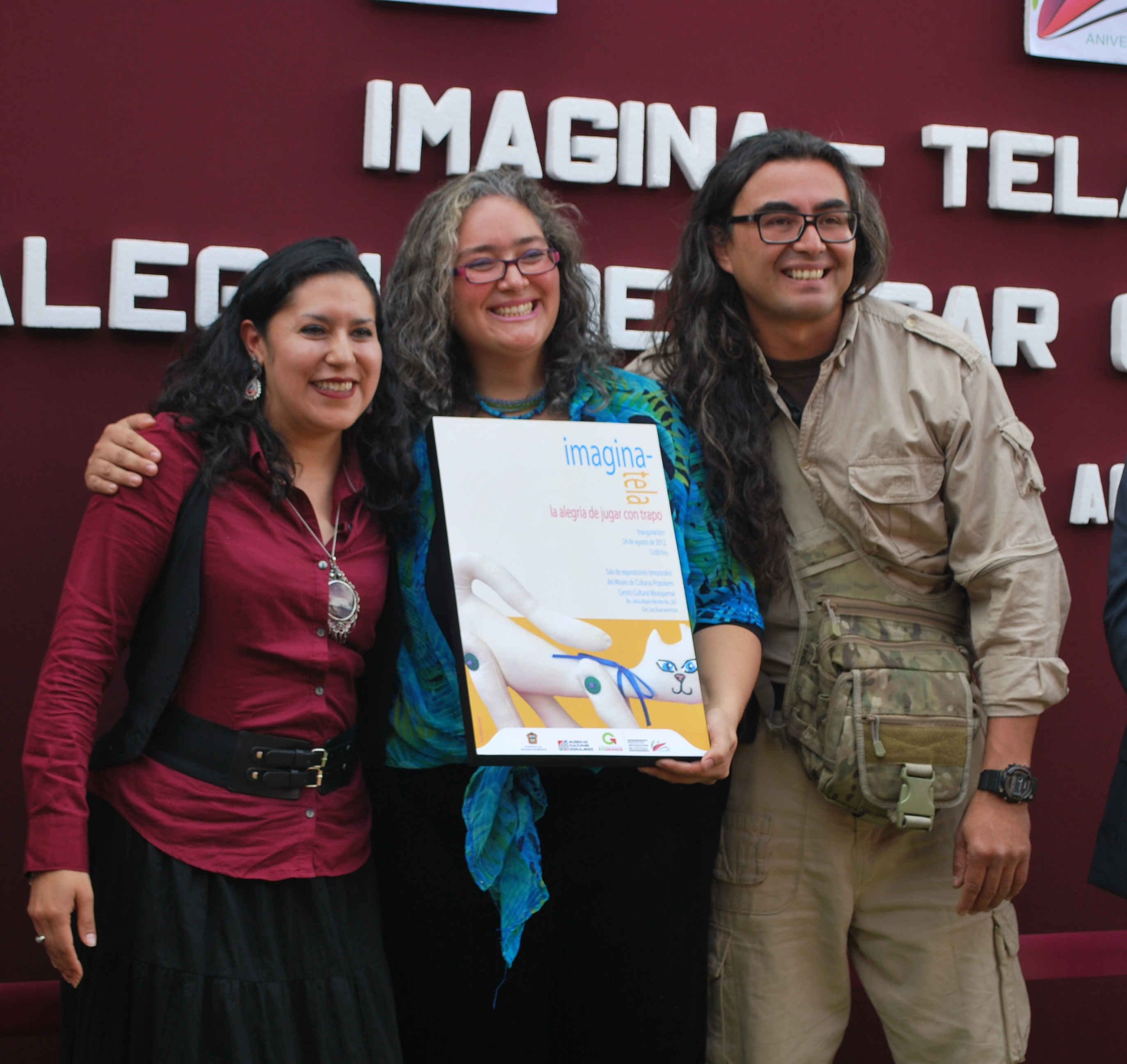
Thelma Morales, directrice du musée, en compagnie de l'artisan Ana Karen Allende et Sinhué Lucas lors de l'inauguration d'une exposition.

Le complexe est situé sur une partie de l'ancienne hacienda San José de la Pila, qui faisait à l'origine partie d'un monastère franciscain appelé Notre-Dame de l'Assomption. Cette hacienda était l'une des plus grandes de la vallée de Toluca avec de grands pâturages pour le bétail et une source d'eau douce qui n'a été ouverte au public que récemment. L'hacienda est passée aux mains de l'État en 1976. Une partie du terrain, 177 989 hectares, était consacrée au centre culturel. L'architecte principal du projet est Pedro Ramírez Vázquez, qui a conçu les musées. Le centre a été inauguré en 1987 avec les trois principaux musées et une collection d'objets d'art et d'objets culturels donnés par des centres régionaux, des musées, des bibliothèques, des festivals artistiques et des familles individuelles. La plupart des terrains restent ouverts et contiennent certains des bâtiments originaux de l'hacienda ainsi qu'environ soixante-dix sculptures en fer, en bronze et en bois,.
Le centre accueille un certain nombre d'expositions temporaires dans ses musées ainsi que des manifestations culturelles sur ses terrains. Il parraine un événement annuel appelé FestinARTE, dans le but d'amener les enfants à apprécier les arts, avec des ateliers et des performances en peinture, musique, céramique et théâtre pour enfants. Le Tianguis de Arte (marché d'art) a lieu chaque année au centre. Il vend des œuvres d'art d'artistes d'État ainsi que des livres. En 2005, le centre a organisé un événement invitant environ 400 artistes graffeurs à créer des fresques murales sur des écrans d'une cinquantaine de mètres situés dans le parking.
Pour desservir la partie orientale de l'État du Mexique, un nouveau centre culturel à Texcoco, le Centro Cultural Mexiquense Bicentenario, a été inauguré en 2011.

## Les musées
Les trois principaux musées sont le Musée d'anthropologie et d'histoire, le Musée de la culture populaire et le Musée d'art moderne.

### Musée d'anthropologie et d'histoire
Le Musée d'Anthropologie et d'Histoire est divisé en plusieurs salles. L'une est consacrée à l'écologie, exposant la flore et la faune de l'État de Mexico. D'autres salles sont consacrées à la période préhispanique, à la période coloniale et au Mexique depuis l'indépendance. Il y a des tombes préhispaniques et des céramiques de différentes cultures qui ont habité l'État de Mexico. Il y a aussi une sculpture d'un serpent avec une image de Mictlantecuhtli à sa base. De l'époque coloniale, il y a des moulins à sucre, des armures en acier, des objets religieux et des accessoires d'églises. Parmi les objets les plus modernes, on peut citer une presse à imprimer exploitée par José Guadalupe Posada, des illustrations et des gravures de José Zubieta et José Vicente Villada (es) de la fin du XIXe siècle et du début du XXe siècle, Andrés Molina Enríquez (es) et Francisco Murguía (es) de la révolution mexicaine et Agustín Millán (en) et Abundio Gómez de ce dernier siècle. En 2004, le musée a été rénové.

### Musée des cultures populaires

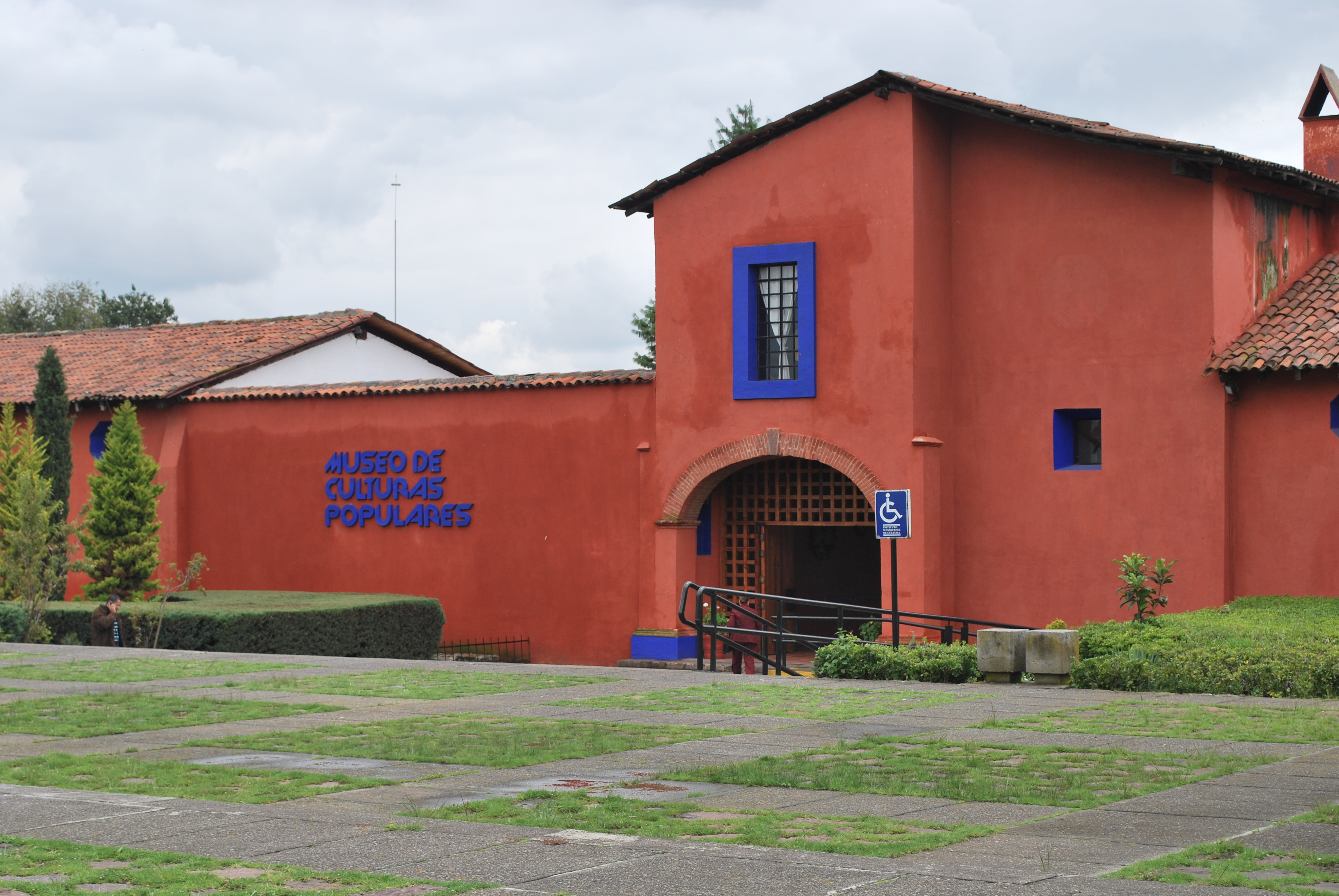
Façade du Musée des cultures populaires.

Le Musée des Cultures Populaires (Museo de las Culturas Populares) est situé dans l'ancienne maison principale de la Pila Hacienda, qui était à l'origine un monastère construit à la fin du XVIIe siècle. En 1986, il a été rénové par le gouvernement de l'état avec l'architecte Pedro Ramírez Vázquez et inauguré comme musée actuel le 27 avril 1987. Le musée traite de l'ethnographie, de l'artisanat et de l'art populaire et de la tradition de la charreria dans l'État de Mexico.
Il contient une sélection d'objets artisanaux de l'État datant de la période préhispanique à nos jours. Il s'agit notamment d'un arbre de vie double face mesurant  5,2 mètres de haut, le plus grand du Mexique avec plus de 5 500 éléments décoratifs,. D'autres objets de sa collection comprennent un costume de 1836, des accessoires de charro, des peintures du début du XXe siècle, des articles de cuisine, des poteries, des jouets traditionnels mexicains, des tapis fabriqués par les Otomis à Temoaya, des textiles Mazahua et des objets en bois d'Ixtapan de la Sal et San Antonio la Isla. Une grande partie de la céramique provient de Metepec. Il y a aussi une collection d'objets miniatures appelés El Tapanco, qui sont les gagnants d'un concours annuel dans ce domaine, ainsi que d'autres objets donnés par des sources privées.

Le musée dispose de cinq salles d'exposition permanente. La salle Casa Artesanal (maison artisanale) a montré comment les haciendas des hauts plateaux étaient typiquement décorées et comprend des ustensiles, des serviettes, des tapis, des céramiques, des meubles et plus encore. La Cocina Mexiquense (cuisine de l'État de Mexico) est dédiée aux produits des cuisines traditionnelles de l'État. La salle Juguete Popular (jouet populaire) est dédiée aux jouets artisanaux traditionnels tels que les poupées, les toupies, les camions généralement fabriqués à partir de matériaux tels que le papier mâché (cartonería), le bois et le métal. Le toje ou cuescomate, est semblable à une cabane en bois rond. À l'origine, sa fonction était de stocker le maïs séché et d'autres denrées alimentaires. Aujourd'hui, la structure est utilisée pour exposer des articles provenant d'un ancien magasin général. La salle Charreria contient une collection d'équipement de cow-boy mexicain, dont une grande partie est ancienne, y compris des bras, des selles, des couteaux et plus encore. Parmi ses pièces les plus anciennes figurent deux pistolets datant de 1850.

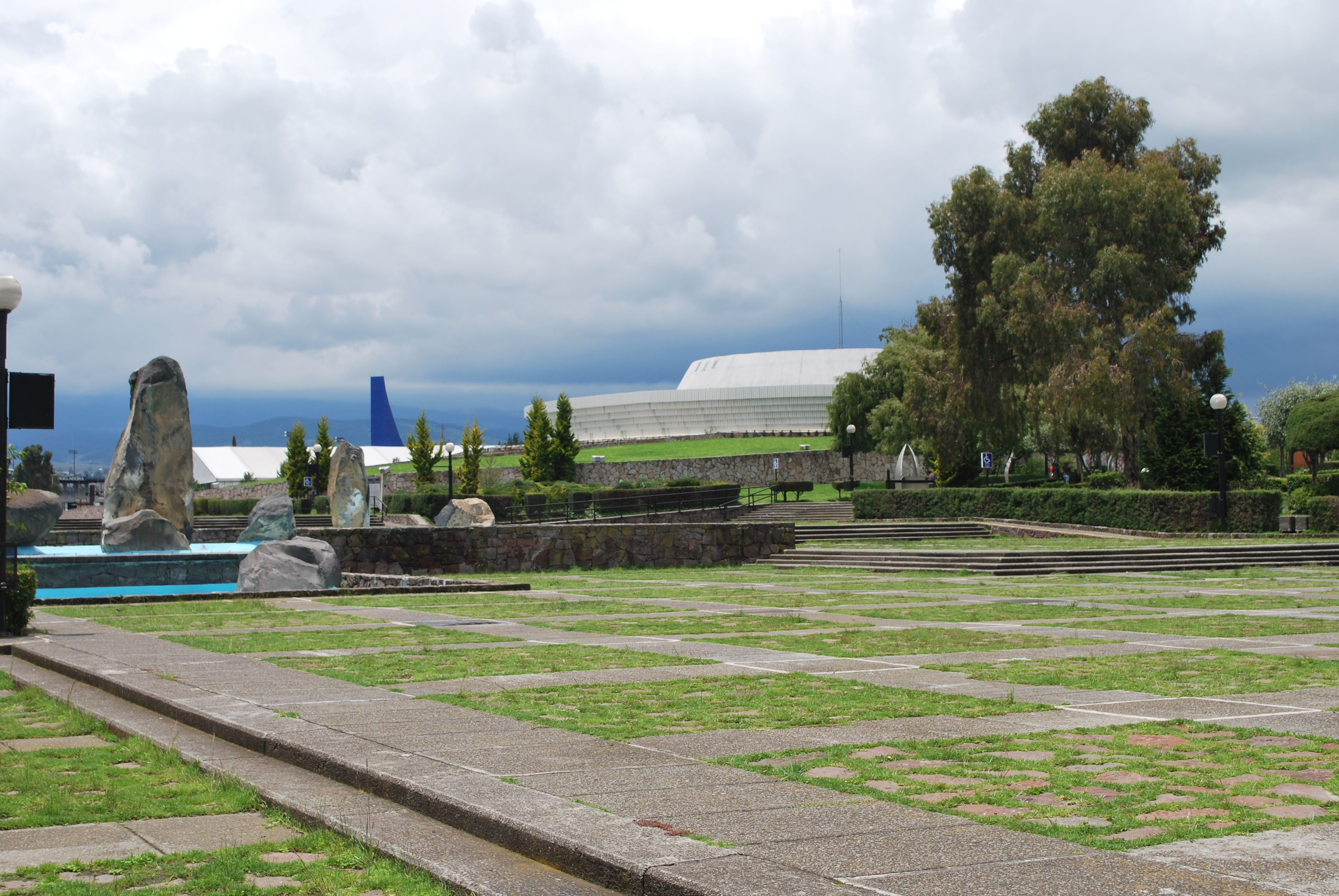
Vue du centre commercial et du musée d'art moderne du complexe.

Il dispose de deux salles d'exposition temporaire avec des présentations provenant de différentes régions du Mexique.
Le musée offre des visites guidées, des salles de conférence, des présentations de livres et des cours d'artisanat mexicain et d'art populaire.

### Musée d'art moderne
Le bâtiment du Musée d'art moderne a été construit à l'origine pour être un planétarium. Il a une forme circulaire unique avec une base en grès rose et un toit recouvert d'une série d'anneaux en aluminium qui ressemblent à une soucoupe volante. Le musée comprend sept salles classées par ordre chronologique et par mouvement artistique. Il contient des œuvres de Rufino Tamayo, Matías Goeritz, Pedro Coronel, Francisco Zúñiga, Francisco Toledo, Gilberto Aceves Navarro et d'autres artistes de renommée.. Le musée comprend également une salle polyvalente et une librairie.

### Autres bâtiments
Deux autres bâtiments importants sur le terrain sont la bibliothèque du centre et les archives de l'État de Mexico. La bibliothèque contient une collection d'environ 60 000 volumes, principalement en littérature et en histoire, avec des sections consacrées aux périodiques, à la vidéo et à une salle informatique. Les Archives contiennent environ vingt millions de documents relatifs à l'histoire de l'État de la période coloniale à la fin du XXe siècle.